# Steen de Steensen
Steen de Steensen (12. oktober 1725 – 12. september 1800 på Liselund i Sjørslev) var en dansk godsejer.
Han var søn af senere ejer af Aunsbjerg, kommerceråd Steen Jørgensen og dennes anden hustru Marie Cathrine Balsløw. Faderen boede 1724 i provstigården i Assens og var fra tid til anden dels fuldmægtig, dels forpagter på fynske herregårde. I 1728, da han blandt andet bortskødede Kærum Kirke, var han ejer af Frederiksgave i Sønderby Sogn. Sønnen ses ikke døbt i Assens, og Sønderby Kirkebog mangler. 1745 blev Steen Steensen exam.jur. og blev eksamineret af birkedommer, dr.jur. Christian Ditlev Hedegaard i Odense. Han fik 1752 skøde på Aunsbjerg, som faderen havde købt 1732, blev 1754 kancelliråd og 17. oktober 1760 optaget i adelstanden under navnet de Steensen. 1768 blev han justitsråd og 1774 etatsråd. 1793 afhændede han Aunsbjerg.
9. april 1756 ægtede han første gang i Skanderup, Hjelmslev Herred, Cathrine Elisabeth Moldrup (døbt 26. marts 1734 sammesteds, begravet 26. maj 1757 i Sjørslev), datter af regimentsskriver i Skanderborg Rytterdistrikt, senere kammerråd Niels Olsen Moldrup og Charlotte Amalie Harlef. Anden gang ægtede Steensen den 19. januar 1759 på Hald Mette Elisabeth Skinkel (26. september 1710 (anført i Sjørslev Kirkebog ved hendes død) - 3. januar 1801 i Sjørslev), datter af sekondmajor, amtmand, etatsråd Claus Christian Skinkel og Valborg Sophie Güntelberg.
Han er begravet ved Sjørslev Kirke. Han var grandonkel til Steen Steensen Blicher, som er opkaldt efter ham.